# Weinmannia organensis
Weinmannia organensis là một loài thực vật có hoa trong họ Cunoniaceae. Loài này được Gardner miêu tả khoa học đầu tiên năm 1845.